# Palazzetto del ghiaccio di Cavalese
Il palazzetto del ghiaccio di Cavalese è lo stadio del ghiaccio di Cavalese.